# Othniël Raterink
Othniël Raterink (* 7. April 2006 in Winterswijk) ist ein niederländischer Fußballspieler.
Der rechte Außenverteidiger steht bei BV De Graafschap unter Vertrag und ist an den deutschen Bayer 04 Leverkusen verliehen. Raterink ist niederländischer Nachwuchsnationalspieler.

## Karriere

### Verein
Othniël Raterink wurde in der Region Achterhoek in Winterswijk, an der deutschen Grenze gelegen, geboren und begann mit dem Fußballspielen beim ortsansässigen Verein FC Trias, bevor er in die Jugendabteilung von BV De Graafschap im nahegelegenen Doetinchem wechselte. Am 26. April 2024 gab er im Alter von 18 Jahren beim 3:0-Sieg im Zweitligaspiel gegen MVV Maastricht sein Profidebüt. Im Mai 2024 erhielt Raterink einen Profivertrag mit einer Laufzeit bis 2027, wurde aber für die Saison 2024/25 an den deutschen Double-Sieger Bayer 04 Leverkusen verliehen. Dort kam er in der A-Jugend (U19) zum Einsatz und erreichte mit ihnen das Finale im DFB-Pokal der Junioren, wo man im eigenen Stadion mit 4:5 gegen den Nachbarn vom 1. FC Köln verlor. Othniël Raterink stand bis zur 86. Minute auf dem Platz und wurde dann für Julien Jurowski ausgewechselt.

### Nationalmannschaft
Othniël Raterink kam für die U17-Nationalmannschaft der Niederlande sowie für die U18-Nationalelf und für die U19 zum Einsatz.